# 陈志南
陈志南（1952年6月2日—），江苏宜兴人，中华人民共和国医学家、中国工程院院士、中国人民解放军少将。

## 生平
毕业于第四军医大学，后担任第四军医大学细胞工程研究中心、细胞生物学国家重点学科主任、教授。2007年，当选为中国工程院医药卫生学部院士，主要进行肿瘤细胞与分子生物学、肿瘤免疫学等相关基础及应用基础研究。